# R&B from the Marquee
R&B from the Marquee ist das Debütalbum von Alexis Korner’s Blues Incorporated. Es erschien im November 1962 auf dem Decca-Sublabel Ace of Clubs (ACL 1130) und gilt gemeinhin als erstes in Großbritannien aufgenommenes Bluesalbum.

## Album-Geschichte
R&B from the Marquee wurde am 8. Juni 1962 in den Decca-Studios im Londoner Stadtteil West Hampstead aufgenommen (und nicht, wie der Titel suggerieren könnte, im Marquee-Club, in dem die Band zu jener Zeit regelmäßig auftrat). Für diese Studiosession wurde Charlie Watts durch Graham Burbidge, den Schlagzeuger der Chris Barber Band, ersetzt, und mit Spike Heatley gelangte am Kontrabass ein weiterer Musiker zum Einsatz, der nicht zum damals aktuellen Line-up von Blues Incorporated zählte. Dazu kamen neben Korner selbst an der akustischen Gitarre Blues-Incorporated-Mitbegründer, Harpspieler und Sänger Cyril Davies, der spätere John-Mayall- und Colosseum-Saxofonist Dick Heckstall-Smith, Keith Scott am Klavier sowie Long John Baldry, der einmal gesagt haben soll, dass er es nur einem grippalen Infekt von Mick Jagger zu verdanken gehabt habe, dass er bei den Aufnahmen neben Davies als weiterer „lead vocalist“ zum Zuge kam. Darüber hinaus verweist Korner-Biograf Harry Shapiro in seinen Linernotes zur remasterten 2006er-CD-Reissue noch auf zwei weitere Musiker, deren Namen jedoch bei der Erstveröffentlichung des Albums unerwähnt blieben, da beide lediglich auf einem Track zu hören sind, nämlich den E-Bassisten Teddy Wadmore und den Gitarristen Big Jim Sullivan, der hier allerdings nur als Backgroundsänger in Erscheinung tritt.
Entsprechend der musikalischen Ausrichtung von Blues Incorporated finden sich unter den zwölf Tracks, die man aus insgesamt fünfzehn für das Originalalbum zur Veröffentlichung auswählte, neben sechs Eigenkompositionen von Korner, Davies und Baldry mit den Willie-Dixon- bzw. Muddy-Waters-Klassikern I Wanna Put a Tiger in Your Tank, Hoochie Coochie Man (hier als Hoochie Coochie) und I Got My Brand on You sowie der ebenfalls von Muddy Waters bekannt gemachten Preston-Foster-Nummer I Got My Mojo Working vor allem Klassiker des Chicago-Blues, dem man sich in Abgrenzung vom Skiffle-Boom der 1950er Jahre und von der als zu arrogant empfundenen Londoner Jazz-Szene verschrieben hatte.
Als R&B from the Marquee im November 1962 in die Plattenläden kam, stieß das Album, so Harry Shapiro in seiner erstmals 1996 erschienenen Alexis-Korner-Biografie, auf ein geteiltes Echo bei den Rezensenten, wobei sich Besprechungen allein in den Jazz-Zeitschriften des Vereinigten Königreichs fanden, da für Musikmagazine wie den New Musical Express oder Melody Maker Blues zu dieser Zeit noch kein Thema war. Und wie bei den häufigen Besetzungswechseln bei Blues Incorporated kaum anders zu erwarten, präsentierte sich die Band zur Zeit des LP-Release bereits in einer erheblich veränderten personellen Konstellation als noch im Juni des Jahres. Nicht nur hatte Mitbegründer Cyril Davies das Projekt inzwischen verlassen (und war durch Graham Bond ersetzt worden), sondern auch die Rhythmusgruppe war mit Ginger Baker am Schlagzeug und Jack Bruce am Bass komplett neu besetzt worden.

## Titelliste
Seite 1
1. Gotta Move (Korner) 2:28
2. Rain Is Such a Lonesome Sound (Jimmy Witherspoon/Rachel Witherspoon) 2:49
3. I Got My Brand on You (Muddy Waters) 3:46
4. Spooky But Nice (Davies) 2:57
5. Keep Your Hands Off (Davies) 2:28
6. I Wanna Put a Tiger in Your Tank (Willie Dixon) 2:52

Seite 2
1. I Got My Mojo Working (Preston Foster) 3:09
2. Finkle’s Cafe (Korner) 2:44
3. Hoochie Coochie (Willie Dixon) 3:02
4. Down Town (Korner) 2:58
5. How Long, How Long Blues (Leroy Carr) 3:00
6. I Thought I Heard That Train Whistle Blow (Baldry) 2:18

CD-Bonustracks
1. She Fooled Me (Williams) 2:19
2. I’m Built for Comfort (aka Everything She Needs) (Dixon) 2:20
3. (I’m a) Hoochie Coochie Man (Dixon) 3:26
4. Night Time Is the Right Time (Leroy Carr/Sykes) 4:21
5. Everything She Needs (Dixon) 2:22
6. Up-Town (Korner/Davies) 2:28
7. Blaydon Races (mit Nancy Spain) (Geordey Ridley, arr. Korner)